# Fedra López
María Fernanda López Bernini (Buenos Aires, 5 de junio de 1962) más conocida como Fedra López, es una actriz y modelo argentina-venezolana.

## Vida personal
Es hija de los bailarines de flamenco Fernando López y Haydeé Bernini. A los 17 años comenzó su carrera artística en Venezuela, incorporándose como bailarina en el grupo de su padrastro, el guitarrista español Juan Carlos García líder del grupo Juan Carlos y su rumba flamenca y su madre, quien era la coreógrafa de la agrupación. Decidió entonces radicarse en Venezuela con su madre quien, tiempo después, regresó a Argentina. En 1992, al dejar el grupo, la artista comenzó a estudiar actuación en la escuela de teatro Luz Columba, aunque previamente había actuado en algunos segmentos de "El Show de Joselo"  destacándose en el personaje de "El Cuadrito".
Aunque residió desde los 17 años en Venezuela, la artista no posee la nacionalidad venezolana y en las elecciones presidenciales de 2013, mediante la red social Facebook, López indicó que se sentía triste por no poder votar pero que también se sentía feliz ya que tiene dos hijos venezolanos quienes sí pudieron votar. La actriz tiene dos hijos, su hija Bethzabet López estudia marketing en la Universidad del Sagrado Corazón en Puerto Rico, mientras que su hijo Eros López estudia los relaciones internacionales en la Universidad de Syracuse en Nueva York.

## Actualidad
La actriz reside desde el mes de noviembre de 2015 en la ciudad estadounidense de Miami, inicialmente trabajando como presentadora del programa de cocina "Fedra, entre chefs y amigos" del canal de televisión Mira TV y, posteriormente, como conductora de la empresa de transporte estadounidense Uber.

## Filmografía
| Título                 | Año       | Papel                                                                   |
| ---------------------- | --------- | ----------------------------------------------------------------------- |
| Vivir para amar        | 2015-2016 | Yolanda Gámez                                                           |
| Nora                   | 2014      | Juana "Juanita" De la Colina                                            |
| Natalia del mar        | 2011-2012 | Sara Morales viuda de Uzcátegui                                         |
| Chao Cristina          | 2006      | Clara Rosa de Vera                                                      |
| El desprecio           | 2006      | Pastora Lara-Portillo de Santamaría / Ilis Lara-Portilllo de Santamaría |
| Ser bonita no basta    | 2005      | Soledad Olavarría                                                       |
| La Invasora            | 2003-2004 | María Teresa Aldana                                                     |
| La mujer de Judas      | 2002      | Ricarda Araujo                                                          |
| Felina                 | 2001      | Mara                                                                    |
| Hechizo de amor        | 2000      | Natasha                                                                 |
| Cuando hay pasión      | 1999      | Inés de Jesús Leal                                                      |
| Aguamarina             | 1997      | Deborah                                                                 |
| La Primera Vez         | 1997      | Susana                                                                  |
| Quirpa de tres mujeres | 1996      | Manuela Echeverría Salazar                                              |
| Sol de tentación       | 1996-1997 | Katiuska                                                                |
| Ka Ina                 | 1995      | Mireya Carvajal                                                         |
| María Celeste          | 1994      | Irania Paniagua                                                         |
| Rosangélica            | 1993      | Marielba                                                                |
| Por amarte tanto       | 1992      | Peggy                                                                   |
| Inocencia mortal       | 1988      | Victoria                                                                |
| Inmensamente tuya      | 1987      | Carola                                                                  |